# Прапор Республіки Китай
Прапор Китайської Республіки (кит. трад. 中華民國國旗, спр. 中华民国国旗, піньїнь: Zhōnghuá Mínguó guóqí) — символ Китайської Республіки. Прапор складається з елементів, що символізують Синє Небо, Біле Сонце і Цілком Червону Землю (кит. трад. 青天, 白日, 滿地 红, спр. 青天, 白日, 满地 红, піньїнь: qīng tiān, bái rì, mǎn dì hóng), щоб відобразити його ознаки. Вперше використовувався Гоміньданом у 1928 році.
Синє Небо з Білим Сонцем (кит.: 青天白日, піньінь: Qīng tīan bái rì), слугували проєктом партійного прапора і емблеми Гоміньдана.
У «Синьому Небі з Білим Сонцем» символ, дванадцять променів білого Сонця, що представляє дванадцять місяців і дванадцять традиційних китайських годин (时辰 shíchen), кожен з яких відповідає двом сучасним годинах (小时 xiǎoshí, непереносне значення: «невеликий, малий shi»), і символізує Дух Прогресу.

## Кольори
|         | Синій          | Червоний          | Білий       |
| ------- | -------------- | ----------------- | ----------- |
| RGB     | 0-41-204       | 242-0-0           | 255-255-255 |
| HEX     | #0029CC        | #F20000           | #FFFFFF     |
| CMYK    | 100, 80, 0, 20 | 0, 100, 100, 5    | 0, 0, 0, 0  |
| CMYK    | 100, 80, 0, 20 | 0, 100, 100, 5~10 | 0, 0, 0, 0  |
| Pantone | 2728 °C        | 2347 °C           | White       |

## Попередні прапори

1911-1928
1911-1928
Перший прапор Республіки Китай (1912–1928)
«Блакитне небо з білим сонцем», прапор Гоміньдану та морський прапор республіки.

## Військові прапори

Збройні сили
Армія
Флот
ВПС
Морська піхота
Військова поліція
Резерв збройних сил
Логістичне командування

## Міста Тайваню
| Місто        | Прапор |
| ------------ | ------ |
| Гаосюн       |        |
| Новий Тайбей |        |
| Тайбей       |        |
| Тайнань      |        |
| Тайчжун      |        |
| Таоюань      |        |
| Синьчжу      |        |
| Цзілун       |        |
| Цзяї         |        |